# فرانكلين بوتس غلاس سينيور
فرانكلين بوتس غلاس سينيور (بالإنجليزية: Franklin Potts Glass, Sr.)‏ هو محرر وصحفي أمريكي، ولد في 7 يونيو 1858 في سنترفيل في الولايات المتحدة، وتوفي في 10 يناير 1934 في برمنغهام في الولايات المتحدة.